# Pchu-si

Pchu-si na mapě Šanghaje

Pchu-si (čínsky 浦西, pchin-jinem Pǔxī, doslova „západní břeh Chuang-pchu“) je historické centrum čínského města Šanghaje. Má rozlohu 288 čtverečních kilometrů a žije v něm 48 % šanghajských obyvatel. Od obvodu Pchu-tung (doslova „východní břeh Chuang-pchu“) je odděleno řekou Chuang-pchu. Navzdory stoupajícímu významu pchu-tungské oblasti Lu-ťia-cuej zůstává Pchu-si v rámci Šanghaje hlavním střediskem kultury, obchodu i bydlení.
Ze správního hlediska se Pchu-si skládá z devíti obvodů: Jang-pchu, Chung-kchou, Ča-pej, Pchu-tchuo, Čchang-ning, Sü-chuej, Ťing-an, Chuang-pchu a Lü-wan.